# Selectra

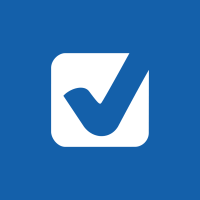
Logótipo da empresa

A Selectra é uma empresa especializada na comparação de tarifas de energia (eletricidade e gás), assim como de telecomunicações (internet e telefones). A startup foi criada em 2007 em França e, em 2023, o seu negócio está expandido em 17 países.
A sede do departamento português encontra-se atualmente situada em Madrid, no entanto a empresa abriu em fevereiro de 2022 o seu primeiro departamento de vendas em Portugal, na cidade de Lisboa.
Ainda em 2022, a Selectra ajudou 450 mil clientes que procuravam melhores opções de energia e telecomunicações. No primeiro semestre de 2023, o volume de negócios da empresa cresceu 35% acima do período homólogo.
Em junho de 2023, a Selectra inaugurou o seu novo escritório na R. Conde de Sabugosa 6, também em Lisboa. Este escritório tem espaço para cerca de 250 trabalhadores e engloba-se nos objetivos principais da empresa para o mercado português, permitindo alargar a equipa e continuar a aposta no país.

## História
A empresa iniciou atividade em 2007 quando os seus fundadores, Xavier Pinon e Aurian de Maupeou eram estudantes da Universidade de Science Po de Paris. Em 2012, a Selectra começa a trabalhar para o mercado espanhol sob a co-direcção de Gonzalo Lahera e Jaime Arbona e um ano mais tarde abre o seu primeiro escritório em Madrid. Em 2016, entra também no mercado português.

## Serviços
A companhia oferece um serviço de atendimento gratuito de comparação de tarifas de energia (eletricidade e gás), telecomunicações, alarmes e serviços de assistência. Em certos países como Espanha ou França, a empresa já ampliou os seus serviços para os setores de seguros e finanças, no entanto, em Portugal estas ofertas ainda não se encontram disponíveis.
No seu website disponibiliza um comparador de tarifas de eletricidade e gás, com acesso a mais de 100 tarifas de 29 diferentes fornecedores.

## Expansão Internacional
A empresa dispõe atualmente dos seus serviços na Europa (França, Espanha, Portugal, Itália, Alemanha, Áustria, Bélgica e Irlanda), Ásia (Austrália, Japão e Índia) e América (Argentina, Brasil, México, Colômbia, Chile e Peru) e conta com cerca de 1.500 funcionários.
Em 2023, a empresa conseguiu poupar 71,6  milhões de euros aos seus clientes em Portugal, Espanha e México.

## Distinções
Desde que se encontra no mercado, a Selectra obteve os seguintes reconhecimentos:
- 37.º lugar no “Top 100 de startups francesas em 2015” pelo L’Express;[16]
- 2.ª posição nos “Campeões de Crescimento 2021 Em Serviços pessoais” de Les Echos;[17]
- 303.º lugar entre “As 1000 empresas de crescimento mais rápido na Europa” do ranking realizado pelo Financial Times em 2017;[18]
- Posição 531 entre as empresas de crescimento mais rápido na Europa e América. Ranking do Financial Times para 2018;[19]
- Incluída em 2021 e 2022 na lista francesa Tech 120 que reconhece as start-ups com grande potencial para serem os líderes do futuro.[20]